# جياكومو فيري
جياكومو فيري (بالإيطالية: Giacomo Ferri)‏ (20 يناير 1959 كريما إيطاليا - ) هو لاعب كرة قدم إيطالي يلعب كمدافع.